# Nodirbek Abdusattorov

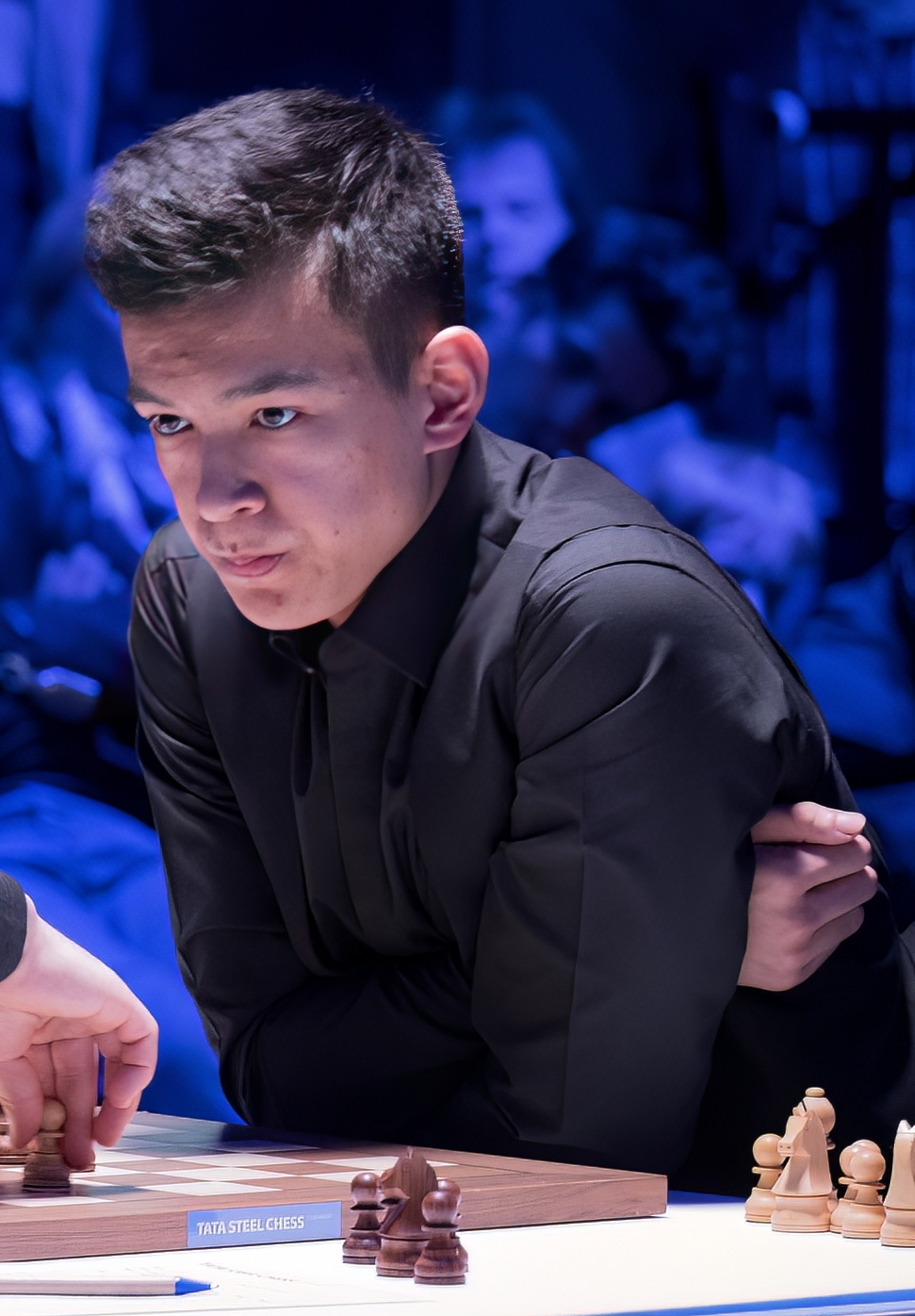
Nodirbek Abdusattorov tijdens het Tata Steel-schaaktoernooi (2023)

Nodirbek Abdusattorov (Tasjkent, 18 september 2004) is een Oezbeeks schaker. Hij is sinds 2018 een grootmeester (GM). In 2021 was hij wereldkampioen rapidschaak. Hij was een wonderkind, hij kwalificeerde zich voor de grootmeestertitel op de leeftijd 13 jaar, 1 maand en 11 dagen. FIDE verleende hem de titel in april 2018.
Abdusattorov won in 2021 het wereldkampioenschap rapidschaak, waarmee hij de jongste wereldkampioen rapid ooit werd, op de leeftijd 17 jaar en 3 maanden. Abdusattorov won daarbij zijn partij tegen Magnus Carlsen. In 2022 speelde Abdusattorov bij de 44e Schaakolympiade aan het eerste bord van het Oezbeekse team; het team won de Olympiade en Abdusattorov  ontving een individuele zilveren medaille voor zijn resultaat aan het eerste bord. 

## Schaakcarrière

### Beginjaren
In 2012 won Abdusattorov op het wereldkampioenschap schaken voor jeugd in Maribor, Slovenië, het toernooi voor spelers tot 8 jaar. In 2014, toen hij negen jaar oud was, won hij partijen tegen twee grootmeesters, Andrej Zjyhalka en Rustam Khusnutdinov, op het 8e Georgy Agzamov Memorial toernooi, gehouden in zijn geboortestad Tasjkent. Op 27 juni 2020 werd Abdusattorov gedeeld 2e–6e op het eerste Mukhtar Ismagambetov Memorial toernooi, samen met Shakhriyar Mamedyarov, Dimitri Botsjarov, Kazybek Nogerbek en Davit Maghalashvili; zij behaalden 8.5 pt. uit 11.
Op de FIDE ratinglijst van mei 2015 vestigde hij een nieuw record van de jongste speler die zich begeeft in de top 100 van junioren, op elfjarige leeftijd.

### 2021
In 2021 won Abdusattorov de hoofdgroep van het "PNWCC Super G60".
Hij kwalificeerde zich voor de Wereldbeker schaken 2021, waarin hij, als 69e geplaatst, na zonder spelen door te mogen naar ronde 2, won van Aravindh Chithambaram met 1.5–0.5, en in ronde 3 won van de als vierde geplaatste Anish Giri, met 3–1 in de tiebreak, en vervolgens in ronde 4 verloor van Vasif Durarbayli met 4–2.
In september 2021 werd Abdusattorov tweede (achter Anish Giri) op het "Tolstoy Cup" toernooi, georganiseerd door het beheer van het Leo Tolstoj-museum "Jasnaja Poljana" en de Russische schaakfederatie.
In december 2021 won Abdusattorov het Spaanse "El Llobregat Open" toernooi, met 7 pt. uit 9.
In dezelfde maand won hij vervolgens een ander Spaans toernooi, het Sitges Open. Hij behaalde 8 pt. uit 10, waarna hij won van Ivan Tsjeparinov en Dmitrij Kollars in blitzpartijen die de tiebreak waren voor de eerste plaats.
In december 2021 nam Abdusattorov deel aan het FIDE wereldkampioenschap rapidschaak. Hij werd gedeeld eerste met 9.5 pt. uit 13, waarbij hij onder andere won van regerend wereldkampioen Magnus Carlsen en van Fabiano Caruana. In de tiebreak won hij met 1.5 pt. uit 2 van Jan Nepomnjasjtsjii, waarmee Abdusattorov het rapidkampioenschap won en de jongste wereldkampioen rapidschaak ooit werd.

### 2022
In mei 2022 won Abdusattorov het Sharjah Masters toernooi met performance rating 2834 en in augustus speelde hij aan het eerste bord voor Oezbekistan in de 44e Schaakolympiade in Chennai, waar zijn team de gouden medaille won via tiebreak met Armenië, met 8 gewonnen matches en 3 keer gelijkspel (19 matchpunten). Hij won een individuele zilveren medaille voor zijn resultaat aan het eerste bord (+7 =3 −1) met performance rating 2803. Onder andere won hij van GM Fabiano Caruana en van GM Gukesh D en behaalde remise tegen GM Anish Giri.

### 2023
In januari 2023 nam Abdusattorov deel aan het Tata Steel-toernooi, waar hij gedeeld tweede werd met Magnus Carlsen. Het toernooi werd gewonnen door de Nederlandse schaker Anish Giri.
In februari 2023 was zijn Elo-rating 2734, in maart 2023 was hij nummer 17 van de wereld. 

## Externe koppelingen
- (en)   Informatie over schaakpartijen van Nodirbek Abdusattorov op ChessGames.com
- (en)   Informatie over schaakpartijen van Nodirbek Abdusattorov op 365chess.com
- (en)  FIDE-ratinggegevens voor Nodirbek Abdusattorov